# Moskwitsch

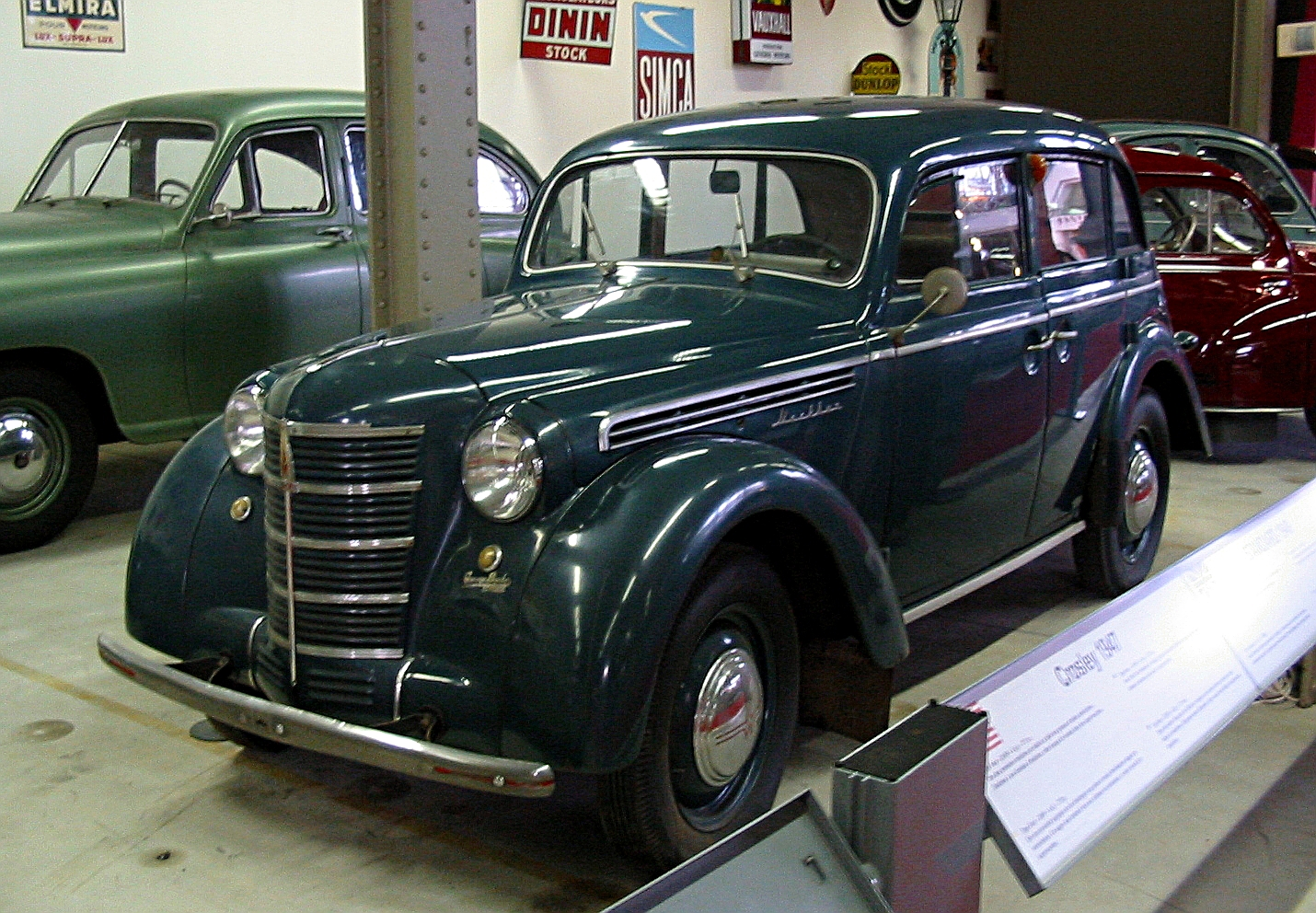
Moskwitsch-400

Die OAO Moskwitsch (russisch OAO Москви́ч) war ein russischer Automobilhersteller aus Moskau, der 2006 in Insolvenz ging. Das bereits in der Sowjetunion gegründete Unternehmen firmierte zunächst als MSMA (Московский завод малолитражных автомобилей, Moskowski sawod malolitraschnych awtomobilej, „Moskauer Kleinwagenwerk“) und später als ASLK (Автомобильный завод имени Ленинского комсомола, Awtomobilny sawod imeni Leninskowo komsomola, Automobilwerk „Leninscher Komsomol“). Seit den späten 1940er-Jahren verwendete es für die Fahrzeuge die Automarke „Moskwitsch“ (international auch Moskvich oder Moskvitch).
2022 wurde die staatseigene russische AO Moskowski awtomobilny sawod „Moskwitsch“ (АО «Московский автомобильный завод „Москви́ч“», „Moskauer Automobilwerk ‚Moskwitsch‘ AG“) gegründet, welche ebenfalls die Marke Moskwitsch verwendet. Sie ging aus einem Automobilwerk von Renault hervor. Der französische Hersteller hatte sich zuvor infolge des russischen Überfalls auf die Ukraine vom russischen Markt zurückgezogen und seinen dortigen Standort für einen symbolischen Preis der Stadt Moskau übergeben. Aktuell werden zwei Modelle, Moskwitsch-3 und Moskwitsch-6, gebaut, bei denen es sich um Lizenzbauten der chinesischen Modelle JAC X4 und JAC A5 handelt.

## Geschichte

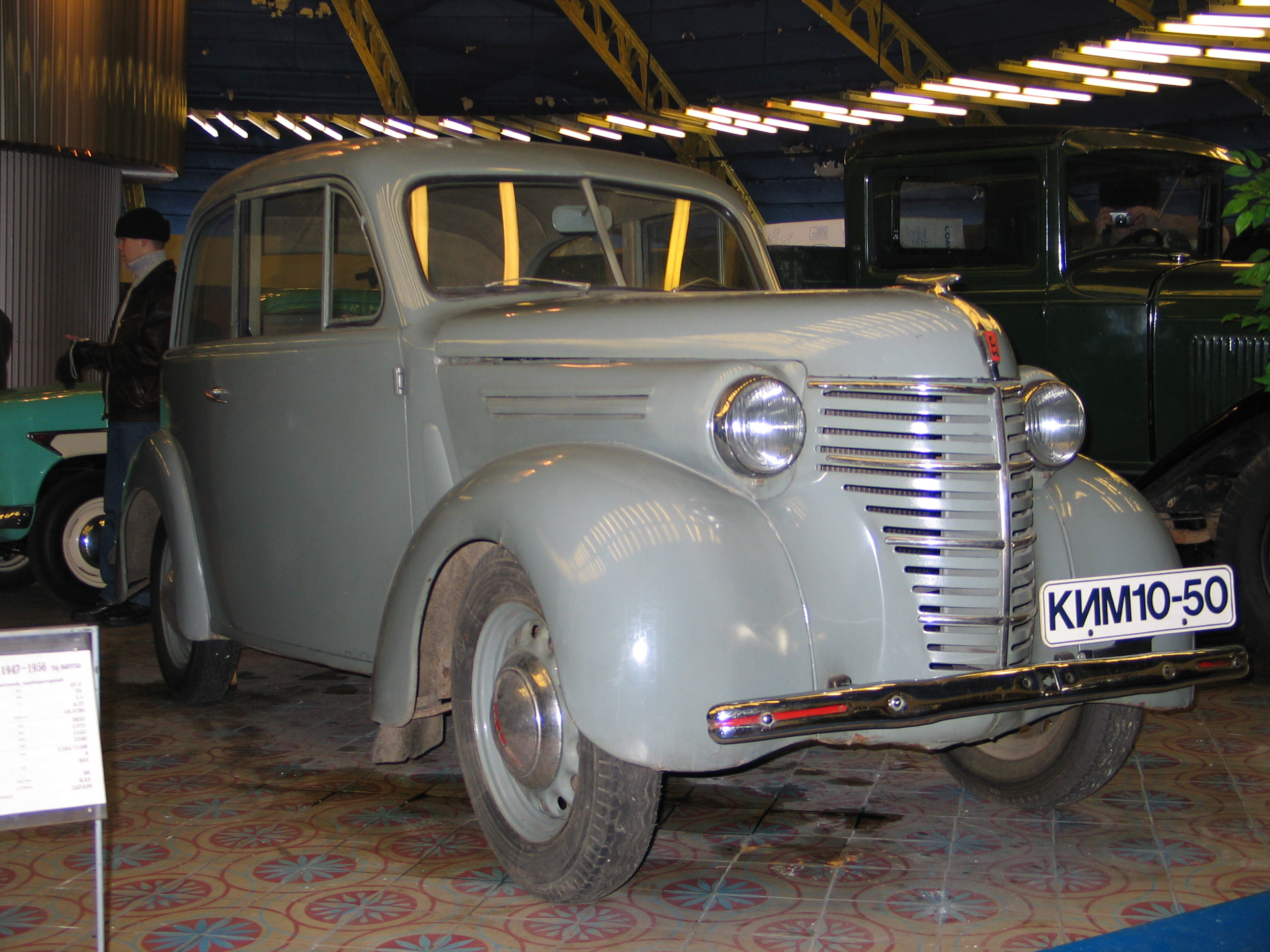
KIM-10 als Limousine, Baujahr 1940

Im November 1930 wurde in Moskau das Staatliche Moskauer Automobil-Montagewerk „KIM“ gegründet, was im Dezember 1930 den Namen Moskauer Automobilwerk „KIM“ (russ.: Московский автосборочный завод имени „КИМ“, Moskowski awtosborotschny sawod imeni „KIM“) bekam. Die Abkürzung „KIM“ stand für die Kommunistische Jugendinternationale (russ. Коммунистический интернационал молодёжи, Kommunistitscheski internazional molodjoschi). Zunächst begann in dem Werk in Lizenznahme die Montage von Ford-Pkw der Typen Modell A (ab 1933 als GAZ-A) und des Lkw-Typs AA (ab 1933 als GAZ-AA), der dort bis 1939 produziert wurde. Ab 1933 wurde das Moskauer Werk eine Niederlassung des Gorkowski Awtomobilny Sawods mit Hauptsitz in Gorki. 1939 wurde der Moskauer GAZ-Zweigbetrieb wieder unabhängig unter seinem Namen „Moskauer Automobilwerk KIM“. Zu gleicher Zeit begann die Entwicklung eines Kleinwagen-Prototyps basierend auf der Grundlage des Ford Prefect. Ab 1940/41 wurde im Moskauer Automobilwerk die Produktion des KIM-10 begonnen. Dabei wurden relativ hohe Produktionszahlen angestrebt, um die Motorisierung des Landes voranzutreiben. Nach dem deutschen Überfall auf die Sowjetunion am 22. Juni 1941 wurden die Werke auf Kriegswirtschaft und Rüstungsproduktion umgestellt und in den Ural evakuiert.
Im Mai 1945 verabschiedete der Rat der Volkskommissare der Sowjetunion eine Resolution zur Wiederaufnahme des Automobilbaues im Moskauer Automobilwerk und für die Entwicklung und Produktion eines Kleinwagens mit dem Namen „Moskwitsch“ (übersetzt: „der Moskauer“). Gleichzeitig wurde das Automobilwerk in „Moskauer Fabrik für kleinmotorige Automobile“ (russ. Московский завод малолитражных автомобилей, Moskowski sawod malolitraschnych awtomobilej, Abk. MZMA) umbenannt. Mitte 1946 wurden die Fertigungsanlagen des Opel Kadett (Modell 1938) als Reparationsleistung von Rüsselsheim nach Moskau gebracht. Zuvor hatte es bereits Versuche gegeben, den Opel Kadett zu kopieren. Das Moskauer Unternehmen MZMA wurde nun beauftragt, auf der Basis des Kadett ein Automobil zu bauen, das auf dem sowjetischen und internationalen Markt angeboten werden konnte. Im Jahr 1947 liefen die ersten Exemplare des Moskwitsch-400 vom Band. Der Export begann erst 1950 mit der Lieferung des Moskwitsch-400 nach Finnland, wo der Verkauf durch Konela erfolgte.

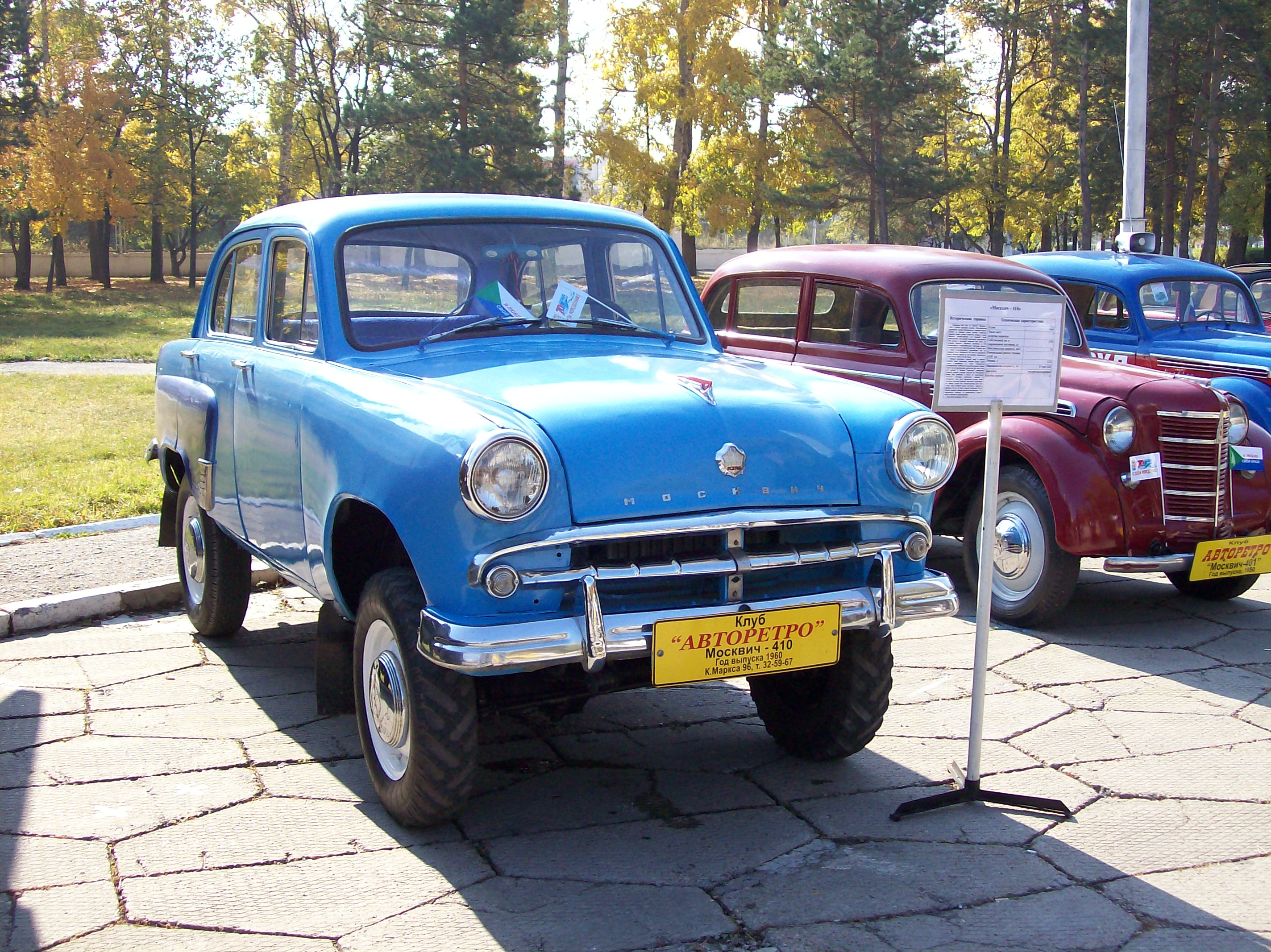
Moskwitsch-410, Serien-PKW mit Allradantrieb

1955 erschien der Moskwitsch-402 – eine Weiterentwicklung auf Basis des Moskwitsch-400 mit Pontonkarosserie und auf 35 PS erstarktem Motor. Abgeleitet daraus wurde der Kombi Moskwitsch-423. Ebenfalls auf Basis des Moskwitsch-402 gab es ein höhergelegtes Fahrzeug mit Allradantrieb, den Moskwitsch-410, dessen Technik später auf den Stand des Moskwitsch-407 gebracht wurde. Der Antrieb der Vorderräder war beim Moskwitsch-410 wahlweise zuschaltbar, außerdem hatte das Fahrzeug zwei Untersetzungsstufen für Geländefahrten. Dieses Fahrzeug war weltweit einer der ersten Serien-PKW mit Allradantrieb. Ab 1959 kam noch die Kombiausführung Moskwitsch-411 hinzu. Ein moderner 45-PS-Motor mit hängenden Ventilen erschien mit dem Typ 407 im Jahr 1958. Der Moskwitsch-407 wurde später zum Moskwitsch-403 weiterentwickelt, wobei die Karosserie weitgehend der der Modelle Moskwitsch-402 und Moskwitsch-407 entsprach.
1964 wurde das Fahrzeug komplett modernisiert, er hieß nun Moskwitsch-408 und wurde mit Viergangschaltung, größeren Fensterflächen, höheren Front- und Heckscheiben sowie 13- oder 15-Zoll-Rädern ausgestattet. Sein Motor basierte weiterhin auf dem Vorgängerfahrzeug und hatte 50 PS. Der einmillionste Moskwitsch war 1967 ein Typ 408. Der Moskwitsch-408 war mit seiner für damalige Verhältnisse relativ großen Karosserie, seiner sehr soliden Konstruktion und seinem zuverlässigen, geringverdichtenden Motor ein ideales Fahrzeug für den sowjetischen Binnenmarkt, der durch schwierige Straßenverhältnisse, erhebliche klimatische Unterschiede und ein nur gering ausgebautes Servicenetz ganz besondere Ansprüche stellte. Die Fahrzeuge wurden auch exportiert, erreichten aber nicht in allen Punkten den westlichen Standard, wobei insbesondere die Motor-Getriebe-Einheit in der Kritik stand (Geräusche, Beschleunigungsleistung). Im Oktober 1968 wurde MZMA in AZLK umbenannt. In dieser Zeit zog das Werk auch in die neu erbauten Produktionsstätten in Moskau um.

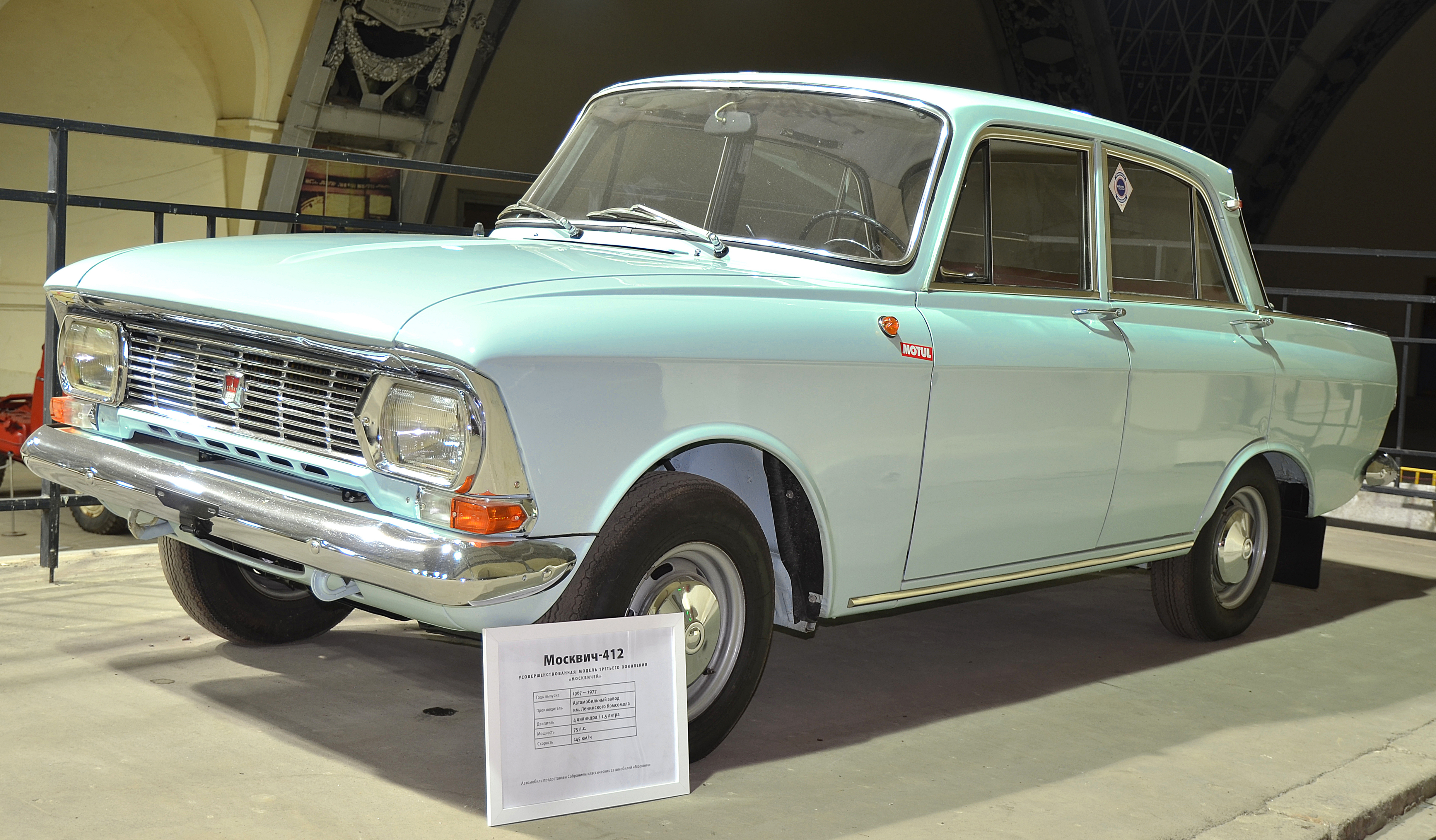
Restaurierter Moskwitsch-412 (2014)

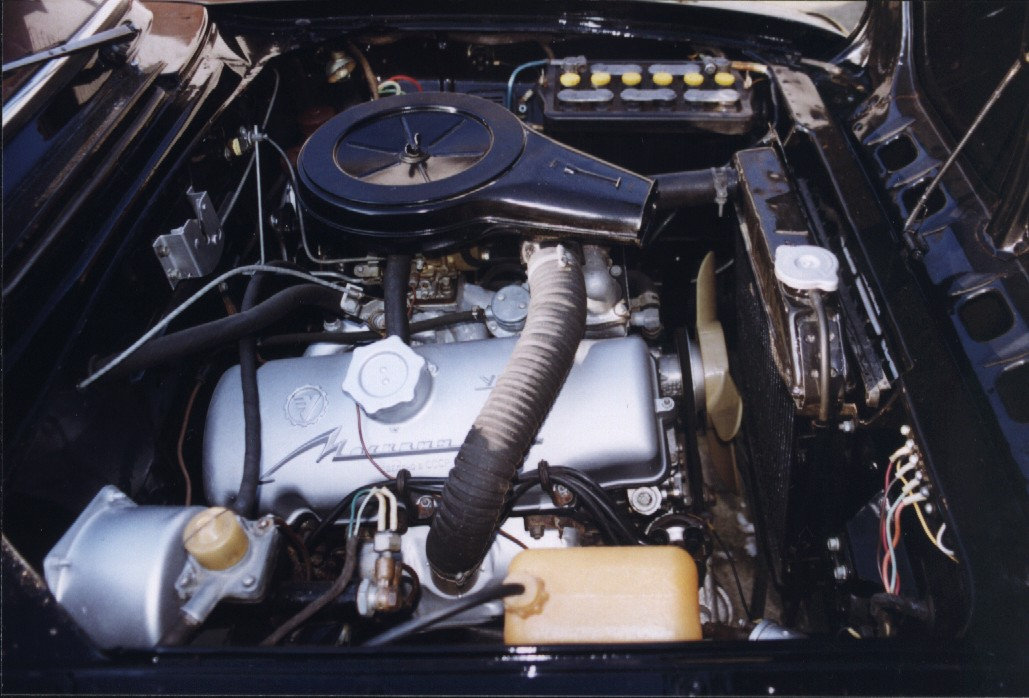
Viertaktmotor des Moskwitsch-412, 1500 cm³ mit OHC-Ventilsteuerung

Einen erheblichen technischen Sprung machte das Moskauer Automobilwerk Ende 1967 mit dem Moskwitsch-412, der einen 1,5-Liter-Leichtmetallmotor mit obenliegender Nockenwelle und halbkugelförmigen Brennräumen (Hemi-Bauweise), einen Bremskraftverstärker und eine Knüppelschaltung erhielt. Der neue Motor leistete 55 kW (75 PS). Er war in seiner Bauart an den M10-Motor von BMW angelehnt, hatte aber im Gegensatz zu diesem bereits einen Aluminiumzylinderblock. Die Zylinderlaufbuchsen waren auswechselbar. Die Konstruktion war zu ihrer Zeit auch im Vergleich mit den Motoren westlicher Pkw sehr modern und leistungsfähig.
So verhalf der Moskwitsch-412 seinem Herstellerwerk Ende der 1960er- bis Anfang der 1970er-Jahre zu beachtlichen internationalen Rallyesporterfolgen. Hier waren es insbesondere die Langstreckenrallyes, bei denen das Fahrzeug durch seine solide Bauweise, seine Wartungsfreundlichkeit und seine leistungsfähige und zuverlässige Motorisierung erfolgreich war. Bei der Rallye London–Sydney 1968 (London-Sydney Marathon) konnte sich der neue Moskwitsch-412 zum ersten Mal in der Weltöffentlichkeit bewähren. Äußerlich hatten die Fahrzeuge noch die „alte“ Karosserie des Moskwitsch-408, innen arbeitete schon der neue 1500er Leichtmetallmotor. Gestartet waren 100 Fahrzeuge, nur gut die Hälfte aller Fahrzeuge kamen nach über 15.000 km in Sydney an, darunter zur großen Überraschung der Presse alle vier der gestarteten Moskwitsch. Nach diesem Erfolg stiegen die Exportzahlen deutlich an. Später wiederholten sich diese Langstreckenrallye-Erfolge bei der mörderischen 25.000 km langen World Cup Rallye 1970 oder bei der Rallye Tour d’Europe 1974. Letztere endete mit einem Gesamtsieg von Stasis Brundsa mit seinem Moskwitsch-412. Er setzte sich dabei in einem internationalen Rennen durch, das in diesen Jahren sonst mit Fahrzeugen wie dem Opel Ascona oder dem Porsche Carrera gewonnen wurde. Diese Zeit war die erfolgreichste von AZLK.

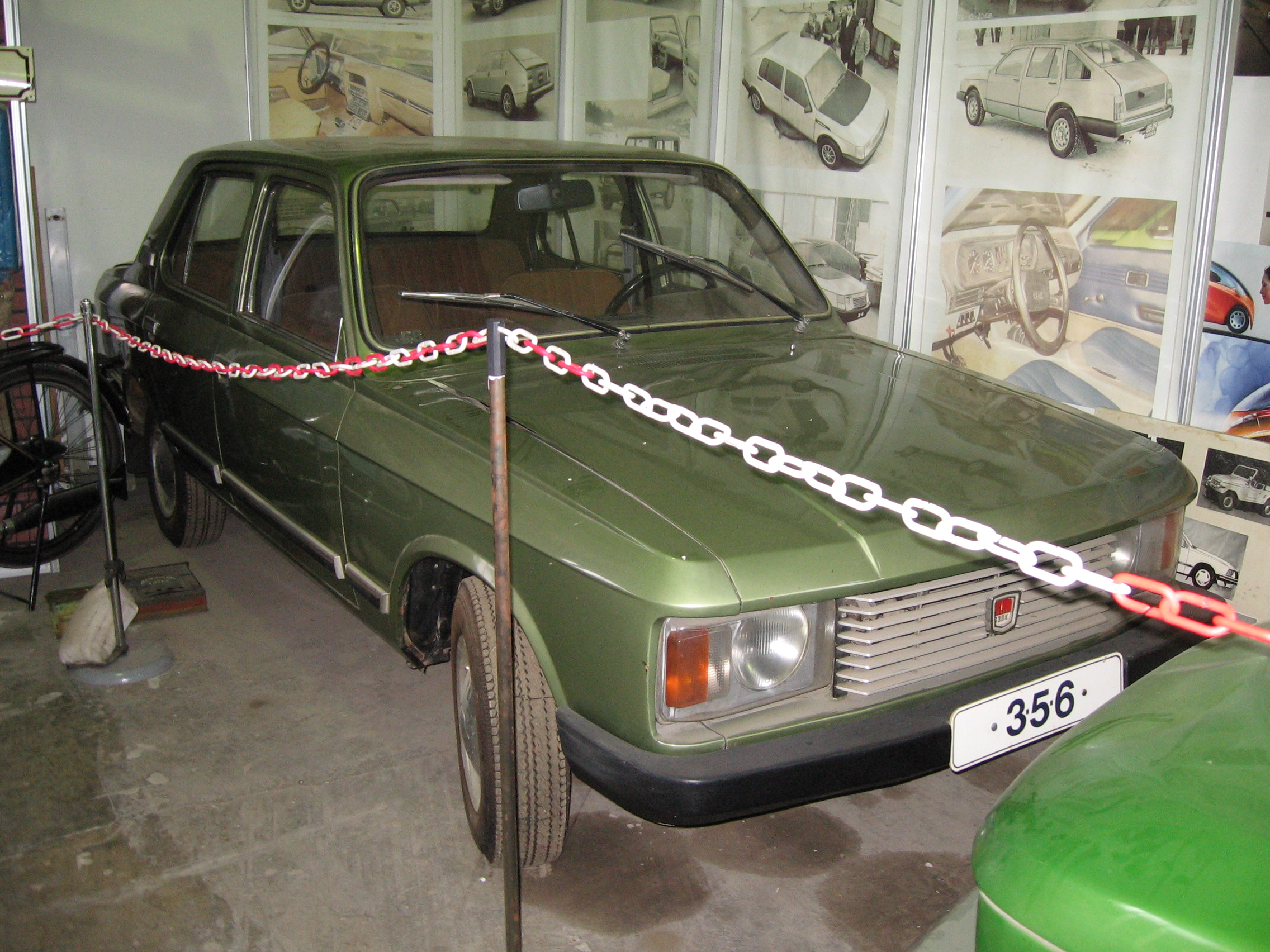
Prototyp Moskwitsch-356, 1975

Anfang der 1970er-Jahre ging der Ende der 1960er mit dem Moskwitsch-412 gerade erst gewonnene Anschluss an den Weltstandard wieder verloren. Zunächst gelang es nicht, einen neuen Typ 355 und 356 (mit modernerer Karosserie und Motoren von 70 bis etwa 100 PS und Automatikgetriebe) in Serie zu bringen. Die Gründe hierfür dürften ökonomischer Natur gewesen sein.
1975 bekam der Moskwitsch-412 neben einer äußerlichen Modernisierung eine verbesserte Bremsanlage und wurde in Moskwitsch-2140 umbenannt. Trotz seiner bereits veralteten Konstruktion wurde dieser Typ weitergebaut. Anfang der 1980er-Jahre war der Exporterfolg selbst innerhalb des Ostblocks eingebrochen. Auch im Inland gab man den Ladas mit ihren moderneren Karosserien längst den Vorzug. Die Moskwitsch-2140 (1500 cm³) und Moskwitsch-2138 (1360 cm³) wurden aber immer noch (hauptsächlich für die weniger gut erschlossenen Gebiete im Osten des Landes) gebraucht und bis 1988 gebaut.
Als in den 1980er-Jahren dann endlich mit dem Moskwitsch-2141 ein neues Fahrzeug erschien, war es bereits technisch überholt. Bezeichnenderweise gab es für dieses Modell unter anderem immer noch eine Motorisierung mit dem Motor des Moskwitsch-412.
Auch Bemühungen in den 1990er-Jahren, wieder zum automobilen Weltstandard aufzuschließen, scheiterten. Man baute bei AZLK neben dem Moskwitsch-2141 Mittelklasse-Limousinen und Coupés mit Renault-Motoren, die jedoch im westlichen Europa nicht bekannt wurden. Für den Export eigneten sie sich nicht.
Mit Schulden von rund 700 Millionen Euro wurde Moskwitsch im Frühjahr 2006 endgültig von einem russischen Gericht für insolvent erklärt. Bis dahin hatte der Hersteller im Zeitraum von 76 Jahren etwas mehr als vier Millionen Fahrzeuge produziert.

### Der Moskwitsch in der DDR

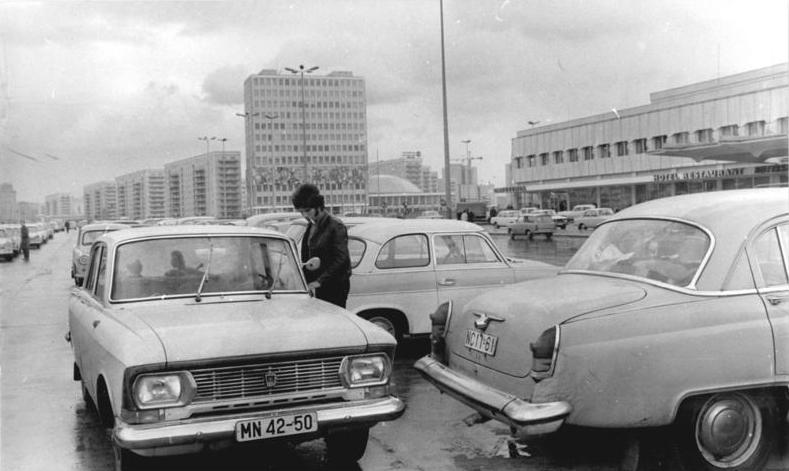
Moskwitsch-408/IE in Berlin 1970

In der DDR hatte sich der Moskwitsch (auch Moskvich oder Moskvitch) in den 1960er-Jahren einen guten Ruf als Privat-PKW, aber auch als Taxi, Fahrschul- und Dienstfahrzeug erworben. Das Modell dieser Zeit war der Moskwitsch-408 mit seiner damals zeitgemäßen Karosserie und seinen angedeuteten Heckflossen. Mit 50 PS war er angemessen motorisiert. Das Fahrzeug war bis zum Ende der 1960er-Jahre einer der leistungsstärksten und robustesten Pkw im DDR-Alltag und dementsprechend beliebt. Im März 1968 wurde der 50.000. Moskwitsch an die DDR übergeben.
1967 erschien erstmals der neue Moskwitsch-412 mit einem für seine Zeit sehr modernen (und im sozialistischen Automobilbau einzigartigen) 1500-cm³-OHC-Aluminiummotor mit 55 kW. In der DDR bekam man ihn allerdings erst fünf Jahre nach seinem Erscheinen zu sehen – 1972. Äußerlich unterschied sich der Wagen nicht von seinem kleinen Bruder, dem Moskwitsch-408, der in der Facelift-Karosserie als Moskwitsch-408IE weiter importiert wurde.
Die Autotester waren zunächst besonders von den Leistungsdaten des Fahrzeugs begeistert – einen PKW-Motor solcher modernen Bauart hatte es im ganzen Rat für gegenseitige Wirtschaftshilfe (RGW) bisher noch nicht gegeben – und sollte es bis zur Wende auch in den folgenden 17 Jahren nicht mehr geben.
Die privaten Autokäufer waren geteilter Meinung. Die Fahrleistungen des neuen Moskwitsch waren beeindruckend. Er beschleunigte sogar schneller als der große Wolga. Für viele waren die äußere Form und das Interieur aber von mindestens genau so großer Bedeutung. Immerhin waren seit der Entwicklung der Grundkarosserieform des Wagens nun schon acht Jahre vergangen und äußerlich sah der Wagen aus wie der bereits bekannte Moskwitsch-408IE. Parallel kamen ab Anfang der 1970er-Jahre Polski Fiat sowie die neuen Lada-Modelle (1200 und 1300) und Dacia 1300 in die DDR – alles Lizenzbauten westlicher Hersteller, die auf Grund ihrer moderneren Karosserie mehr den Geschmack privater Interessenten trafen, auch wenn die Motoren all dieser Fahrzeuge noch herkömmliche Graugussmotorblöcke und bei Fiat und Dacia untenliegende Nockenwelle hatten. So kam es, dass der Moskwitsch-412 trotz seiner überlegenen Motorisierung zwischenzeitlich sogar ohne Wartezeit erhältlich war. In den späteren Jahren zogen die Lada-Modelle dann auch mit der Motorleistung nach. Fortan blieben die 1500er- und 1600er-Ladas die erstrebenswertesten Autos für die meisten DDR-Bürger.
Der Moskwitsch-412 wurde in der DDR das Auto für Leute, die einen starken, bequemen und robusten Wagen suchten. Dafür war er in der Sowjetunion konstruiert worden und man akzeptierte, dass er mehr „Sein“ als „Schein“ war, freute sich über seine Unverwüstlichkeit, seine Wartungsfreundlichkeit und seine Eigenschaften als Zugfahrzeug für schwere Wohnanhänger. Man konnte auf der Autobahn auch an größeren Steigungen immer noch auf 110 km/h beschleunigen und war damit schneller als die meisten anderen Fahrzeuge in der DDR. Viele blieben ihm auch noch in seinem neuen Kleid als Moskwitsch-2140 und nicht selten bis zum Ende der DDR treu. Es war nicht verwunderlich, dass der Moskwitsch über Jahrzehnte als Dienstwagen für die Landwirtschaft oder für die Landarztambulatorien der DDR diente.
Die letzten, im Jahr 1979 in die DDR eingeführten Moskwitsch waren Fahrzeuge der Typen Moskwitsch-2140 (Limousine) und Moskwitsch-2137 (Kombi). Da sie sich abgesehen von einem Karosseriefacelift und der besseren Bremsanlage nicht wesentlich vom 1967 entwickelten Moskwitsch-412 unterschieden, war die Kritik an der für die 1980er unzeitgemäß hohen Karosserie und dem schwammigen Fahrwerk mit hinterer Starrachse nicht verwunderlich. Der Mitte der 1980er-Jahre vorgestellte Moskwitsch-2141 spielte in der DDR bis 1989 keine Rolle mehr, es gab keine Importe.
Nach der Wende verschwand der Moskwitsch sehr bald aus dem Straßenbild. Zu groß war der Abstand zum automobilen Standard geworden. 2022 waren noch 408 Moskwitsch auf deutschen Straßen zugelassen.

### Andere Exportziele

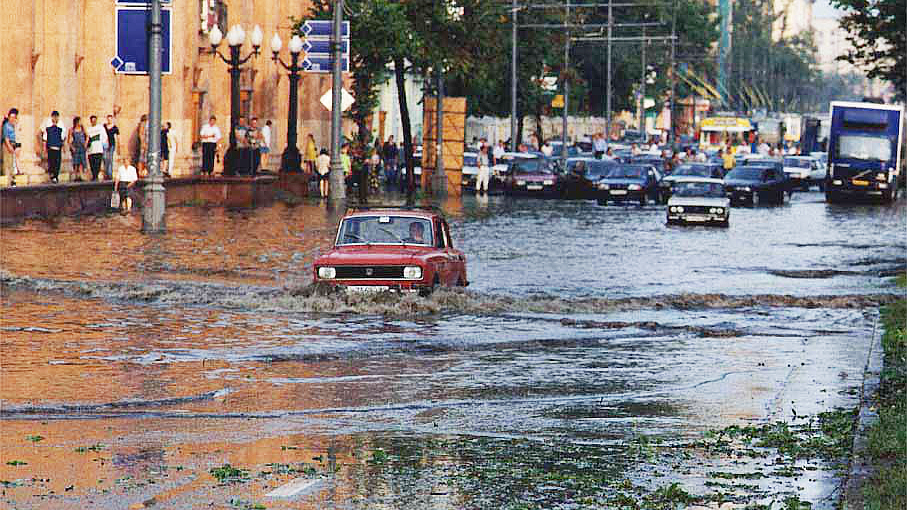
Moskwitsch-2140 auf einer überschwemmten Straße in Moskau, 1996

Der Export von Moskwitsch-Fahrzeugen beschränkte sich zu seiner Hoch-Zeit nicht nur auf osteuropäische Staaten. Etwa die Hälfte der Produktion des Moskwitsch-412 ging in den Export. Anfang der 1960er Jahre wurden allein in die Niederlande, Luxemburg und Belgien im Verlauf von 3 Jahren 6000 Moskwitsch und Wolga exportiert. Weitere westeuropäische Abnehmer waren Finnland, Dänemark, Frankreich und Großbritannien.
Nur in Westdeutschland konnte der Moskwitsch nie Fuß fassen. Gerade in der Bundesrepublik waren die Hauptvorteile des Moskwitsch – sein robustes und für schlechte Straßen konzipiertes Fahrwerk, seine Langlebigkeit und seine Wartungsfreundlichkeit – nicht die Kriterien, die für den Autokäufer eines Mittelklassewagens ab den 1960er-Jahren noch im Vordergrund standen. Während man später den Lada noch als billigen Fiat-Ersatz akzeptierte, war der Gedanke, einen richtigen hochbeinigen russischen Wagen zu fahren, zu abwegig, zumal dieses Fahrzeug ja neben Trabis und Wartburgs zum typischen Straßenbild im benachbarten Ostdeutschland gehörte.
In anderen westlichen Ländern konnte man da etwas unvoreingenommener sein. 1971 schrieb der ehemalige Rennfahrer John Bolster in der britischen Zeitschrift AUTOSPORT in seinem Fahrzeugtest über den Moskwitsch-412 als Resume: „Trotz fehlender oberflächiger Anziehungskraft gelingt es diesem Auto aus der UdSSR, manche kapitalistische Autos zu übertreffen. … Ich selbst, den die Russen politisch wahrscheinlich als einen Aristokraten der extremen Rechten verurteilen würden, muss sie für diesen robusten kleinen Sputnik beglückwünschen, der viele unserer eigenen Prinzipien, die wir vielleicht unklugerweise schon beinahe vergessen haben, verkörpert.“ Er meint damit neben der Robustheit der Konstruktion auch die Wartungsfreundlichkeit und Motorleistung des Fahrzeugs.
In den 1980er-Jahren gingen die Exportzahlen deutlich zurück. Für den West-Export wurde mit dem Beginn der 1980er-Jahre noch eine Luxusvariante des Moskwitsch-2140, der Typ 1500SL, eingeführt. Weil es aber bei der überholten schmalen und hohen Karosserie blieb und weil Lada eine wesentlich überzeugendere Produktpalette anbieten konnte, sahen nur wenige Käufer einen Sinn darin, den inzwischen auch technisch veralteten Moskwitsch zu kaufen.
1990 und 1992–1995 wurden Versuche unternommen, den neuen Moskwitsch-2141 als Lada Aleko in Deutschland zu verkaufen, was ohne nennenswerten Erfolg blieb.

### Wiederbelebung der Marke
Nachdem sich der Autokonzern Renault im Gefolge des russisch-ukrainischen Krieges und der westlichen Sanktionen 2022 aus Russland zurückzog, kündigten russische Politiker eine staatliche Übernahme des ehemaligen Renault-Werkes und eine Wiederbelebung der Marke Moskwitsch an. An der Wiedereröffnung des Moskwitsch-Werks nahmen der Nachrichtenagentur Interfax zufolge unter anderem Vizeministerpräsident Denis Manturow und Moskaus Bürgermeister Sergei Sobjanin teil. Im November 2022 gab es Berichte darüber, dass die Serienproduktion eines neuen Modells begonnen habe. Der Moskwitsch-3 ist eine Lizenz des chinesischen SUVs JAC X4. In Russland soll er zunächst als Benziner mit einem 150-PS-Motor gefertigt werden. Bis Jahresende 2022 solle auch eine Elektrovariante vom Band laufen. Der Verkauf sei ab dem ersten Quartal 2023 geplant. Die Zulieferer sollen aus Russland stammen. Laut dem russischen Industrieministerium sollen durch die neuerliche Moskwitsch-Produktion rund 40.000 Arbeitsplätze in Russland gesichert sein.

## Modelle
| Bauzeit           | Baureihe                                      | Anmerkung | Bild             |
| Vorkriegsmodelle  | Vorkriegsmodelle                              | Vorkriegsmodelle | Vorkriegsmodelle |
| ----------------- | --------------------------------------------- | --- | ---------------- |
| 1930–1933         | Ford Modell A Lizenzbau                       | Der Ford Model A war der Nachfolger des 18 Jahre lang produzierten Ford Modell T. |                  |
| 1930–1933         | Ford Modell AA Lizenzbau                      | Lastkraftwagen auf Basis des Model A |                  |
| 1930–1939         | GAZ-AA                                        | Lastkraftwagen auf Basis des Ford Model AA |                  |
| 1934–1935         | GAZ-A                                         | Personenkraftwagen auf Basis des Ford Model A |                  |
| 1940–1941         | KIM-10                                        | Eigenentwicklung auf Basis des Ford Prefect |                  |
| Nachkriegsmodelle |                                               | |                  |
| 1946–1956         | Moskwitsch-400 Moskwitsch-401                 | Nachbau des Opel Kadett mit beschlagnahmten Produktionsanlagen |                  |
| 1956–1958         | Moskwitsch-402 Moskwitsch-423                 | Neue Pontonkarosserie, erstmals Serienfertigung als Kombi |                  |
| 1957–1961         | Moskwitsch-410 Moskwitsch-411                 | Modell mit Allradantrieb, zunächst auf Basis des Moskwitsch-402, später auf Grundlage des Moskwitsch-407 |                  |
| 1958–1963         | Moskwitsch-407 Moskwitsch-423N Moskwitsch-430 | Neuer Motor und Getriebe, kaum Karosserieänderungen |                  |
| 1962–1965         | Moskwitsch-403 Moskwitsch-424 Moskwitsch-432  | Noch die alte Pontonkarosserie, jedoch bereits auf neuem Fahrgestell vom Moskwitsch-408 |                  |
| 1964–1975         | Moskwitsch-408 Moskwitsch-426 Moskwitsch-433  | Eine modernere Karosserie mit Heckflossen. Runde Scheinwerfer und vertikale Heckleuchten bis 1968 (Foto). Ab 1969 Facelift mit eckigen Scheinwerfern und horizontalen Rückleuchten. Ab dieser Zeit hieß das Exportmodell Moskwitsch-408/IE.                                     |                  |
| 1967–1976         | Moskwitsch-412 Moskwitsch-427 Moskwitsch-434  | Eine modernere Karosserie mit Heckflossen, völlig neuer Motor mit 1500 cm³ und 55 kW. Runde Scheinwerfer und vertikale Heckleuchten bis 1968. Ab 1969 Facelift mit eckigen Scheinwerfern und horizontalen Rückleuchten. Ab dieser Zeit hieß das Exportmodell Moskwitsch-412/IE. |                  |
| 1975–1988         | Moskwitsch-2138 Moskwitsch-2136               | Kein völlig neues Modell, nur eine Überarbeitung des Moskwitsch-408 mit Scheibenbremsen vorn, verbesserter Kühlanlage, modernisierter Innenausstattung und Karosseriedetails.                                                                                                   |                  |
| 1975–1988         | Moskwitsch-2140 Moskwitsch-2137               | Überarbeitung des Moskwitsch-412 mit Scheibenbremsen vorn, verbesserter Kühlanlage, modernisierter Innenausstattung und Karosseriedetails. |                  |
| 1986–1998         | Moskwitsch-2141                               | Ein neu entwickeltes Fahrzeug mit Frontantrieb und einer Schrägheckkarosserie, das weitgehend vom Simca 1307 inspiriert wurde. In Deutschland als „Lada Aleko“ vermarktet. |                  |
| 1998–2002         | Moskwitsch-2142                               | Wurde in drei Versionen verkauft: „Juri Dolgoruki“, „Iwan Kalita“ und „Knjas Wladimir“. Später kam noch das Modell „Duet“ hinzu. |                  |
| seit 2022         | Moskwitsch-3                                  | SUV auf Basis des JAC X4. |                  |
| seit 2023         | Moskwitsch-6                                  | Modell auf Basis des JAC A5. |                  |
| seit 2025         | Moskwitsch-8                                  | Modell auf Basis des JAC X8 Plus. |                  |

## Zweigwerk Ischmasch

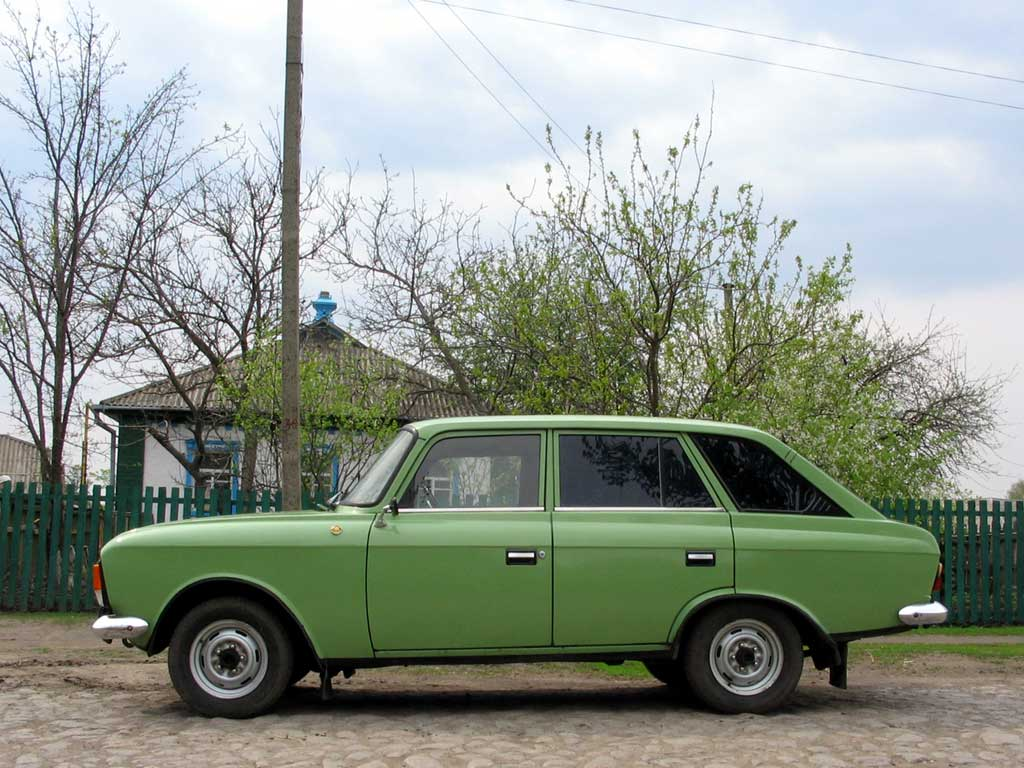
ISCH-21251, Fließheckversion des Moskwitsch-412

Seit 1966 wurde der Moskwitsch-408 auch im Zweigwerk Ischmasch in Ischewsk gefertigt. Ab 1967 produzierte Ischmasch den Moskwitsch-412 unter dem Markennamen ISCH in teilweise abweichenden Karosserie- und Ausstattungsvarianten und anderer Nummerierung. Moskwitsch-Fahrzeuge wurden in Ischewsk in folgenden Varianten und Ableitungen hergestellt:
- 1966–1967: Moskwitsch-408 (Limousine)
- 1967–2001: Moskwitsch-412 (Limousine)
- 1982–1997: ISCH-412-028 (Limousine)
- 1968–1973: ISCH-434 (Lieferwagen)
- 1973–1982: ISCH-2125 bzw. ISCH-1500 Kombi (ИЖ-1500 Комби) (Fließheck)
- 1982–1997: ISCH-21251 (Fließheck)
- 1973–1982: ISCH-2715 bzw. ISCH-1500GR (Hochdachkombi)
- 1982–1997: ISCH-2715-01 (Hochdachkombi)
- 1973–1982: ISCH-27151 bzw. ISCH-1500GR (Pickup)
- 1982–1997: ISCH-27151-01 (Pickup)

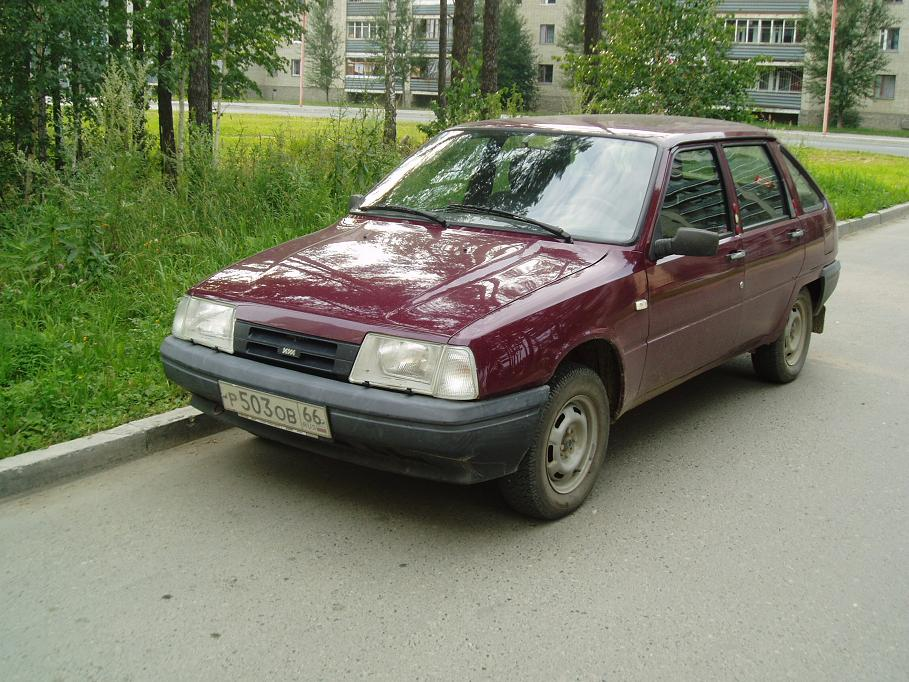
IZH-2126

Später stellte das Ischmasch-Werk mit dem Modell ISCH-2126 und seinen Ableitungen einen eigenen Pkw her. Dieser basierte mechanisch teilweise auf dem Moskwitsch-2140, hatte aber eine modernere Karosserie. Als Markenname wurde jetzt außerhalb der Sowjetunion die englische Transkription IZH benutzt.
- 1989–2004: IZH-2126 (in den Varianten Oda, Inka und dem Kombi Fabula)
- 1990–2004: IZH-2717 (Van auf Basis des IZH-2126)
- 1990–2004: IZH-27171 (Pickup auf Basis des IZH-2126)

## Lizenzbauten
Ab 1967 wurde der Moskwitsch-408 auch von Balcancar in Bulgarien montiert und trug dort die Bezeichnung Rila 1400. Später wurden die Modelle Moskwitsch-412 und Moskwitsch-2140 gefertigt, die teilweise unter der Bezeichnung Rila 1500 ausgeliefert wurden. Der Moskwitsch-2138 lief als Rila 1360 vom Band. Ein Teil der Fahrzeuge wurde mit in Lizenz gefertigten britischen Perkins-Dieselmotoren ausgestattet, ansonsten entsprachen die Rila-Pkw ihren sowjetischen Originalen.
Auch in Belgien wurden Moskwitsch-Varianten komplettiert und teilweise mit Perkins-Dieselmotoren ausgestattet. Diese Fahrzeuge wurden als Moskvich elite oder Scaldia vertrieben. Der in Belgien komplettierte Moskwitsch-408 wurde als Scaldia 1300 angeboten. Kurzfristig wurde auch der AZLK-2141 Aleko bei Scaldia-Volga AS in Belgien montiert und mit einem Dieselmotor von Ford ausgestattet.